# Mikuláš Mercoeurský
Mikuláš Mercoeurský (16. října 1524, Bar-le-Duc – 23. ledna 1577) byl druhým synem Antonína Lotrinského a Renaty Bourbonské.

## Život
Mikuláš byl původně předurčen k církevní kariéře, v roce 1543 se stal métským biskupem a roku 1544 biskupem verdunským. V roce 1545 se stal "vychovatelem a správcem" svého synovce, Karla III. Lotrinského, společně se svou švagrovou Kristinou Dánskou. Nicméně, lotrinské stavy ho v listopadu 1545 zbavily funkce ve prospěch Kristiny jako jediné regentky. Vzdoroval její procísařské politice. Mikuláš roku 1548 rezignoval na své diecéze ve prospěch vlastního strýce Jana, lotrinského kardinála, a převzal titul hraběte z Vaudémont.
Po zabavení tří biskupství Jindřichem II. Francouzským v roce 1552, byl znovu jmenován jediným regentem za svého synovce, a tuto funkci si udržel až do roku 1559.
V roce 1551 bylo Nomeny odděleno od métského biskupství a v roce 1567 ho Maxmilián II. Habsburský přidělil Mikulášovi jako markrabství. Mikuláš byl uznán za nezávislého, dědičného Říšského knížete.
Ve Francii bylo baronství Mercœur v roce 1563 povýšeno na knížectví a roku 1569 na vévodství. Mikuláš se také stal rytířem Řádu sv. Ducha.
Oženil se třikrát. Poprvé se oženil v Bruselu 1. května 1549 s Markétou z Egmontu (1517–1554), dcerou hraběte Jana IV. z Egmontu. Měli spolu syna a tři dcery:
1. Markéta Lotrinská (1550)
2. Kateřina Lotrinská (1551)
3. Jindřich Lotrinský (1552)
4. Luisa Lotrinská (1553–1601);
⚭ 1575 Jindřich III.; francouzský král

Podruhé se oženil 24. února 1555 ve Fontainebleau s Johanou Savojskou (1532–1568), dcerou vévody Filipa z Nemours. Měli spolu čtyři syny a dvě dcery:
1. Filip Emanuel z Mercœur (1558–1602);
⚭ 1575 Marie Lucemburská (1562–1623), vévodkyně z Penthièvre
2. Karel Lotrinský (1561–1587); biskup ve Verdunu a Toulu
3. Jan Lotrinský (1563)
4. Markéta Lotrinská (1564–1625)
5. Klaudie Lotrinská (1566)
6. František Lotrinský (1567–1596)

Potřetí se oženil 11. května 1569 v Remeši s Kateřinou Lotrinskou (1550–1606), dcerou vévody Klauda z Aumale. Měli spolu tři syny a dvě dcery:
1. Jindřich Lotrinský (31. července 1570 – 26. listopadu 1600), hrabě z Chaligny, ⚭ 1585 markýza Claude de Moy (1572–1627)
2. Kristina Lotrinská (1571)
3. Antonín Lotrinský (1572–1587)
4. Luisa Lotrinská (1575)
5. Erik Lotrinský (1576–1623); verdunský biskup